# Varunidae
De Varunidae is een familie van de superfamilie Grapsoidea uit de infraorde krabben (Brachyura). Voor de Belgische en Nederlandse kust behoren de exoten de blaasjeskrab, de penseelkrab en de Chinese wolhandkrab tot deze familie.

## Systematiek
De Varunidae zijn onderverdeeld in volgende onderfamilies:
- Asthenognathinae  Stimpson, 1858
- Cyclograpsinae  H. Milne Edwards, 1853
- Gaeticinae  Davie & N. K. Ng, 2007
- Thalassograpsinae  Davie & N. K. Ng, 2007
- Varuninae  H. Milne Edwards, 1853

## In België en Nederland waargenomen soorten
- Geslacht: Asthenognathus
  - Asthenognathus atlanticus - (Kokerwormkrabbetje)
- Genus: Eriocheir
  - Eriocheir sinensis - (Chinese Wolhandkrab)
- Genus: Hemigrapsus
  - Hemigrapsus sanguineus - (Blaasjeskrab)
  - Hemigrapsus takanoi - (Penseelkrab)